# 黄玥珡
黄玥珡（コウ ゲッキン、1955年5月11日 - ）は、台湾台中県豊原市出身の女子プロゴルファーである。所属は天野山CC。

## 人物
1984年に日本女子プロゴルフ選手権大会で日本女子プロゴルフ協会（JLPGA）ツアー初優勝。以後JLPGAツアーのトップ女子プロゴルファーとして活躍し、1985年から1991年にかけて、JLPGAの獲得賞金年間ランキングトップ10入りをしていた。
日本国内戦で15回優勝（内5回は未公認）、生涯獲得賞金は3億円を超えている。